# Borbolyafélék
A borbolyafélék (Berberidaceae) a boglárkavirágúak (Ranunculales) rendjének növénycsaládja. Mintegy 570 faj tartozik ide, melyek többsége (450) a Berberis-ben található. A családban fák, cserjék és lágy szárú évelő növények is találhatók.

## Nemzetségek
- Achlys
- borbolya (Berberis)
- Bongardia
- Caulophyllum
- Diphylleia
- Dysosma
- püspöksüveg (Epimedium)
- Gymnospermium
- Jeffersonia
- Leontice
- mahónia
- Nandina
- tojásbogyó (Podophyllum)
- Ranzania
- Vancouveria

A család egyes régebbi leírásaiban csak négy nemzetséget (Berberis, Epimedium, Mahonia, Vancouveria) tartalmazott, a többit a Leonticaceae (Bongardia, Caulophyllum, Gymnospermium, Leontice), Nandinaceae (Nandina) és Podophyllaceae (Achlys, Diphylleia, Dysosma, Jeffersonia, Podophyllum, Ranzania) családokba sorolták.
A Mahonia nemzetség igen közel áll a Berberis-hez, egyes botanikusok a Berberis részeként kezelik. A két nemzetség fajai hibrideket képezhetnek, a két nemzetség hibrideinek jelzése: × Mahoberberis.

## Fordítás
- Ez a szócikk részben vagy egészben a Berberidaceae című angol Wikipédia-szócikk ezen változatának fordításán alapul.  Az eredeti cikk szerkesztőit annak laptörténete sorolja fel. Ez a jelzés csupán a megfogalmazás eredetét és a szerzői jogokat jelzi, nem szolgál a cikkben szereplő információk forrásmegjelöléseként.